# Hydnochaete tabacinoides
Hydnochaete tabacinoides är en svampart som först beskrevs av Yasuda, och fick sitt nu gällande namn av Imazeki 1943. Hydnochaete tabacinoides ingår i släktet Hydnochaete och familjen Hymenochaetaceae.   Inga underarter finns listade i Catalogue of Life.